# Contea di Nilka
La contea di Nilka (尼勒克县S, Nílèkè XiànP) è una contea della Cina, situata nella regione autonoma di Xinjiang e amministrata dalla prefettura autonoma kazaka di Ili.